# 村雨號驅逐艦
村雨（むらさめ）是日本国海军的驱逐舰。白露级驱逐舰3号舰。

## 艦歷
1940年10月11日，第2驱逐队（村雨、夕立、春雨、五月雨）参加皇纪2600年纪念活动的观舰式。
太平洋战争开始时与夕立、春雨、五月雨一同隶属于第1舰队第四水雷战队第2驱逐队，分配在高雄警备府，并参加了菲律宾战役。12月26日，与扫雷舰W-20碰撞，受到轻微损伤。
1942年1月开始，村雨参与在荷属东印度方面的行动，包括入侵打拉根岛，巴厘巴板与东爪哇岛。3月至4月期间，村雨被部署在苏比克湾，协助了对宿雾的入侵与封锁菲律宾马尼拉湾。5月，村雨返回横须贺进行维修。
6月4日至6日中途岛海战期间，作为近藤信竹的主力部队成员参加战斗。7月下旬，经过新加坡前往丹老参加印度洋空袭，但行动因为瓜达尔卡纳尔岛的战事发展而取消。村雨于8月21日返回特鲁克。在8月24日开始的东所罗门海战（第二次所罗门海战役）期间，作为战列舰陆奥的护卫。9月，护卫特设水上机母舰国川丸并运输布干维尔岛布因机场建设的物资与人员。
10月上旬，村雨了参加2次“东京快车”10月5日，遭到美军空袭，近失弹造成受损，航速下降。在特鲁克经过应急修理后返回战线。10月下旬至11月，又参与了多次“东京快车”运输。1942年10月25日，参与了对在空袭中严重受损的巡洋舰由良的救援，第二天在栗田健男指挥下参加了圣克鲁斯群岛战役。在1942年11月12日至13日夜的瓜达尔卡纳尔海战（第三次所罗门海战）期间，村雨协助击沉了蒙森号驱逐舰，并击伤了海伦娜号轻巡洋舰，以及可能使用鱼雷命中了朱诺号轻巡洋舰。在战斗中，村雨被击中前部锅炉，再次返回特鲁克进行维修。在年末之前，村雨一直在特鲁克巡逻。1943年1月中旬，返回横须贺进行维修。
1943年2月，村雨返回特鲁克护送航空母舰冲鹰。其后继续前往拉包尔，继续进行向科隆班加拉岛的运输行动。3月6日凌晨，村雨与峰云號驱逐舰在库拉湾被装备雷达的美军舰艇发现，短暂交火后，两舰均被击沉。村雨在受到炮击后爆炸，断为两截。128名乘员死亡，但舰长等53名乘员幸存，后来到达日本领土。村雨于1943年4月1日除籍。

## 同型艦

### 白露型
- 白露
- 时雨
- 村雨
- 夕立
- 春雨
- 五月雨

### 改白露型
- 海風（日语：海風 (白露型駆逐艦)）
- 山風（日语：山風 (白露型駆逐艦)）
- 江風
- 涼風

## 歷代艦長

### 艤装員長
1. 脇田喜一郎 少佐：1936年7月22日 -

### 艦長
1. 脇田喜一郎 少佐：1937年1月7日 -
2. 近野信雄 少佐：1937年12月1日 -
3. 南六右衛門 少佐：1938年12月15日 -
4. 人見豊治 少佐：1939年10月15日 -
5. 末永直二 少佐：1940年11月15日 -
6. 種子島洋二 少佐：1942年12月15日 -

## 關聯項目
- 日本國海軍艦艇一覽